# Alfred Oberli

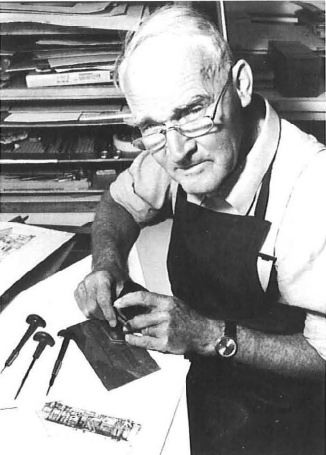
Alfred Oberli (1985)

Alfred Oberli

Alfred Oberli bei der Arbeit an einer Kuperplatte für die Landeskarten

Alfred Oberli (* 3. Mai 1916 in Dicken; † 11. Februar 2005 in Wabern), Bürger von Rüderswil, war ein schweizerischer Kartograf und Kupferstecher, der zur Aufarbeitung der Geschichte der Kartografie im 19. und frühen 20. Jahrhundert Wesentliches beitrug.

## Leben
Alfred Oberli wurde im Weiler Dicken (Gemeinde Mogelsberg) in einem Seitental des Toggenburgs geboren und verbrachte dort auch seine Jugend- und Schulzeit. Im Frühjahr 1933 begann er in der damaligen Eidgenössischen Landestopografie seine 4½-jährige Lehrzeit als Karten-Kupferstecher. In Bern fand er rasch Anschluss an eine kirchliche Jugendgruppe, lernte Skifahren und trat 1939 der Sektion Bern des Schweizer Alpen-Clubs (SAC) bei, wo er während 20 Jahren die Jugendgruppe leitete. Nach Abschluss der Lehre im Herbst 1937 blieb Oberli in der Landestopografie und wurde bei der Nachführung der Siegfriedkarten eingesetzt. 1944 heiratete er Martha Berlach. Zusammen mit den beiden Kindern Klaus und Barbara konnten sie im Frühling 1951 ins neue Einfamilienhaus in Wabern einziehen. Als 1953 für die Originalherstellung der neuen Landeskarte 1:25'000 anstelle des Kupferstichs die Schichtgravur auf Glasplatte eingeführt wurde, lief die Arbeit weiter als Kartograf, darunter während 20 Jahren in der Felsgravur.  Den Kupferstich betrieb er weiterhin als intensives Hobby. Er baute sich sogar eine eigene Kupferdruckpresse, sodass er seine Stiche selber reproduzieren konnte. 1981 wurde Oberli pensioniert. Ein Foto, das ihn an der Arbeit als Kupferstecher in seinem Atelier zeigt, stammt aus dem Jahr 1985 von Margrit Baumann.
Für sein vielfältiges künstlerisches Werk – vorwiegend bestehend aus Landschaftsdarstellungen –, in Kupfer gestochen, aber auch als Tusche- und Aquarellzeichnungen, erhielt er 1985 den Paul-Haupt-Preis. Im November 1998 verlieh ihm die kulturelle Vereinigung Wabern den Waberer Kulturpreis. Nicht nur im Grundriss wie zum Beispiel die Felsen für die Westhälfte des Blattes Guttannen mit den Engelhörnern, auch in der Ansicht verstand er es, die Landschaft – besonders die Felsgebiete – mit feinen Strichen darzustellen.
Von 1949 an zeichnete Oberli Routenskizzen für die SAC-Führer. Rund 500 dieser Werke entstanden im Laufe von 40 Jahren unter seinen Händen. Dafür wurde er 1999 zum Ehrenmitglied des Schweizer Alpen-Clubs gewählt. Bereits 1976 war er von der Sektion Bern des SAC zu deren Ehrenmitglied ernannt worden.
Schon früh hatte er mit Kartensammeln begonnen. Etwa 20'000 Karten kamen so zusammen, von denen vor allem die sogenannten Zustandsdrucke – oftmals Unikate – sehr wertvoll sind. Im Jahr 2000 entschied er sich, die Sammlung der Öffentlichkeit zugänglich zu machen, und übergab sie als Legat der Kartensammlung der Landestopografie. Dort ist sie jetzt über den elektronischen Katalog zugänglich.
Mit seinem Fachwissen wurde Oberli für viele Kartenforschende zum oft konsultierten Experten in Sachen Herstellung und Druck der Dufour- und Siegfriedkarten. Bis im Frühjahr 1998 – als 82-Jähriger – unternahm er Skitouren in den Berner Voralpen.
Am 11. Februar 2005 starb Alfred Oberli nach längerer Krankheit in seinem Heim in Wabern. Er wurde auf dem Friedhof Nesslerenholz in Wabern bestattet.

## Werke (Auswahl)
Eine Bibliographie enthält der Beitrag Hans-Uli Feldmann: Alfred Oberli 3.5.1916–11.2.2005. In: Cartographica Helvetica. 32, 2005, S. 2.
- Der Landkartenkupferstich. In: Schweizerisches Gutenbergmuseum. 54, 1968, 2/3, S. 82–86.
- Karten und Pläne zur «Schweizer Kriegsgeschichte» in den Neujahrsblättern der Feuerwerker-Gesellschaft In Zürich 1806–1848. In: Hauszeitung der Eidg. Landestopographie. 1970, 27, S. 7–26.
- Dufour-Karte und Siegfried-Atlas. In: Unsere Landkarten. Bern 1979, S. 9–16.
- Johann Rudolf Stengel 1824–1857, Ingenieur-Topograph und Mitarbeiter Dufours. Köniz 1979.
- Die Kartenproben zu den Landeskarten. 1980.[29]
- Topographische Karte der Schweiz 1:100'000: vermessen und herausgegeben auf Befehl der eidgenössischen Behörden. Kommentar zur Faksimile-Ausgabe. Wabern 1988.
- Die Wild-Karte des Kantons Zürich 1852–1868. In: Cartographica Helvetica. 2, 1990, S. 27–38.[30]
- Kupferstecher. In: Topo. Personalzeitschrift des Bundesamtes für Landestopographie. 1991, 70, S. 20–21.[12]

### Ausstellungen

Ausstellungsplakat zur Ausstellung von Kupferstichen und Aquarellen in der Könizer Galerie, 1993

Eine Zusammenstellung von Ausstellungen und Auszeichnungen ist im 10. Ausstellungskatalog der Gilde Schweizer Bergmaler enthalten.
- Ausstellung Alfred Oberli in der swisstopo.Wabern, 1992.[34]
- Ausstellung Kupferstiche und Aquarelle in der Könizer Galerie. Köniz, 1993.[31][32]
- Gilde Schweizer Bergmaler: Berge und Rettung. 10. Ausstellung vom 18. Mai bis 21. Oktober 2001 auf dem Säntis.[33]
- Ausstellung in der Galerie Rosengarten. Bern, 2017.[35]

### Bilder
- Siehe Weblinks.

## Ehrungen
In Anerkennung seiner hervorragenden Leistungen auf dem Gebiete des Kupferstiches wurde Alfred Oberli der Paul-Haupt-Preis 1985 verliehen. Im November 1998 verlieh ihm die kulturelle Vereinigung Wabern den Waberer Kulturpreis.

## Sammlungen und Archive
- Burgerbibliothek Bern: Vorlagen Übersichtskarten und Routenskizzen Engelhornführer 5. Auflage
  - Nachlass Agathon Aerni[45]: Bauernhaus[46], Berner Alpen[47], Gurten[48].
- HelveticArchives – Archivdatenbank der Schweizerischen Nationalbibliothek, Bern: Bilder, Portrait von Alfred Oberli von Peter Friedli, ca. 1985 Bild
- Swisstopo, Wabern: Legat Oberli